# Anastas Karastojanov
Anastas Nikolov Karastojanov (1822 Samokov – 1880 Sofie) byl bulharský tiskař a fotograf.

## Životopis
Narodil se v Samokově v roce 1822. Glyptiku studoval u D. Antikarja a tisk u J. Prajnina z Baden-Badenu, žijícího v Samokově. Pracoval v tiskárně svého otce Nikoly Karastojanova a pomáhal mu s výrobou rytin. V roce 1848 sestavil ikonopis Erminia, považovaný za prvního průvodce grafickými technologiemi v Bulharsku. Působil také jako dvorní fotograf v Bělehradě v období 1862–1865. Fotografoval řadu bulharských revolucionářů, jako byli například: Vasil Levski, Stefan Karadža, Panajot Hitov, Angel Kančev, Iljo vojvoda a další. Zemřel v Sofii v roce 1880.
Anastas je otcem fotografů Ivana Karastojanova a Dimitara Karastojanova.
V roce 2017 Samokovská obština přijala status a založila Národní cenu za fotografické umění „Anastase Karastojanova“. Cílem je vzdát hold Anastasi Karastojanovovi ze Samokova a rodině Karastojanovů – průkopníkům bulharské fotografie, a také zdůraznit velkou roli Samokova ve vývoji fotografie v zemi.

## Galerie

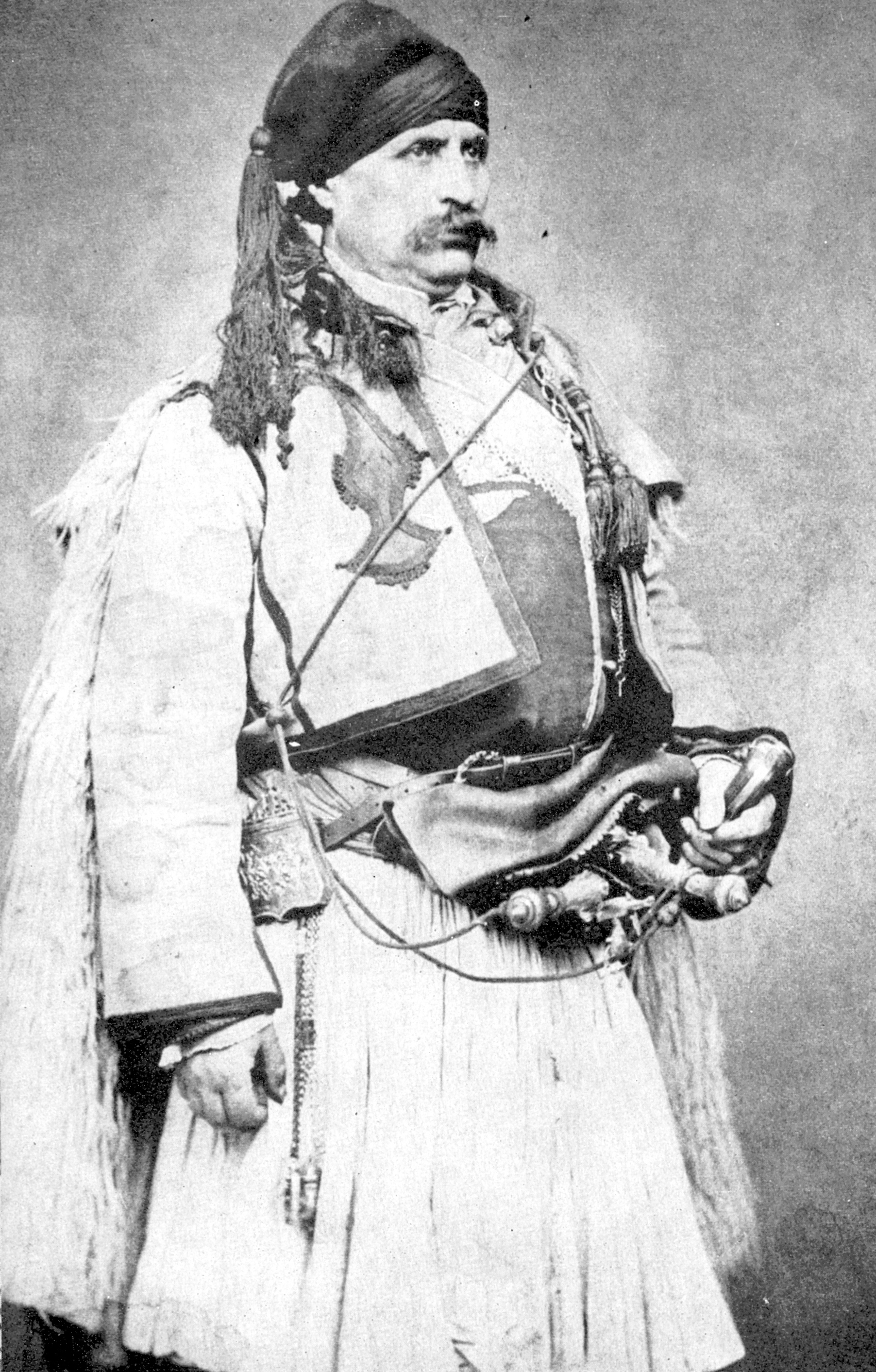
Bulharský revolucionář Iljo Vojvoda
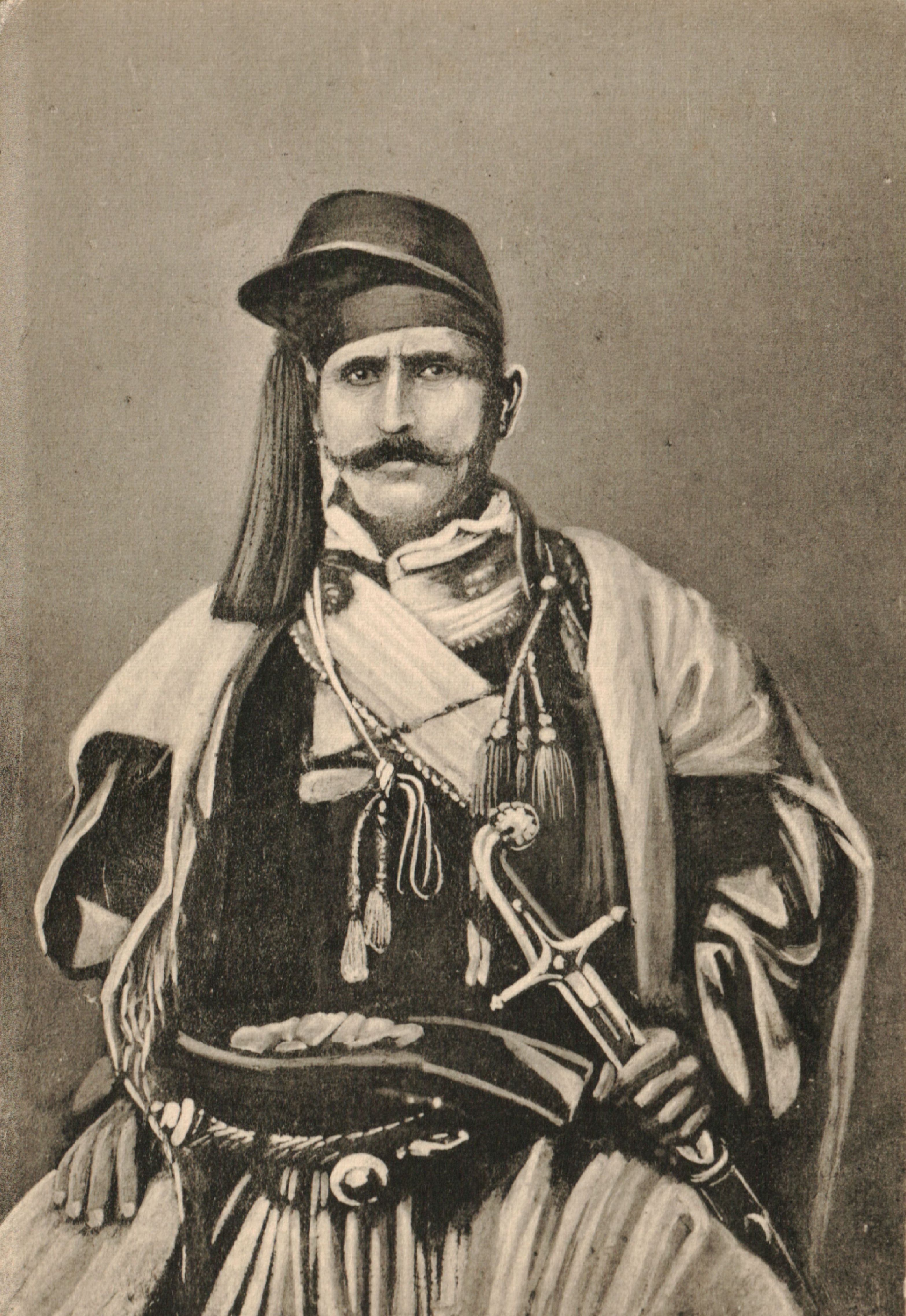
Bulharský revolucionář Iljo Vojvoda, 1867
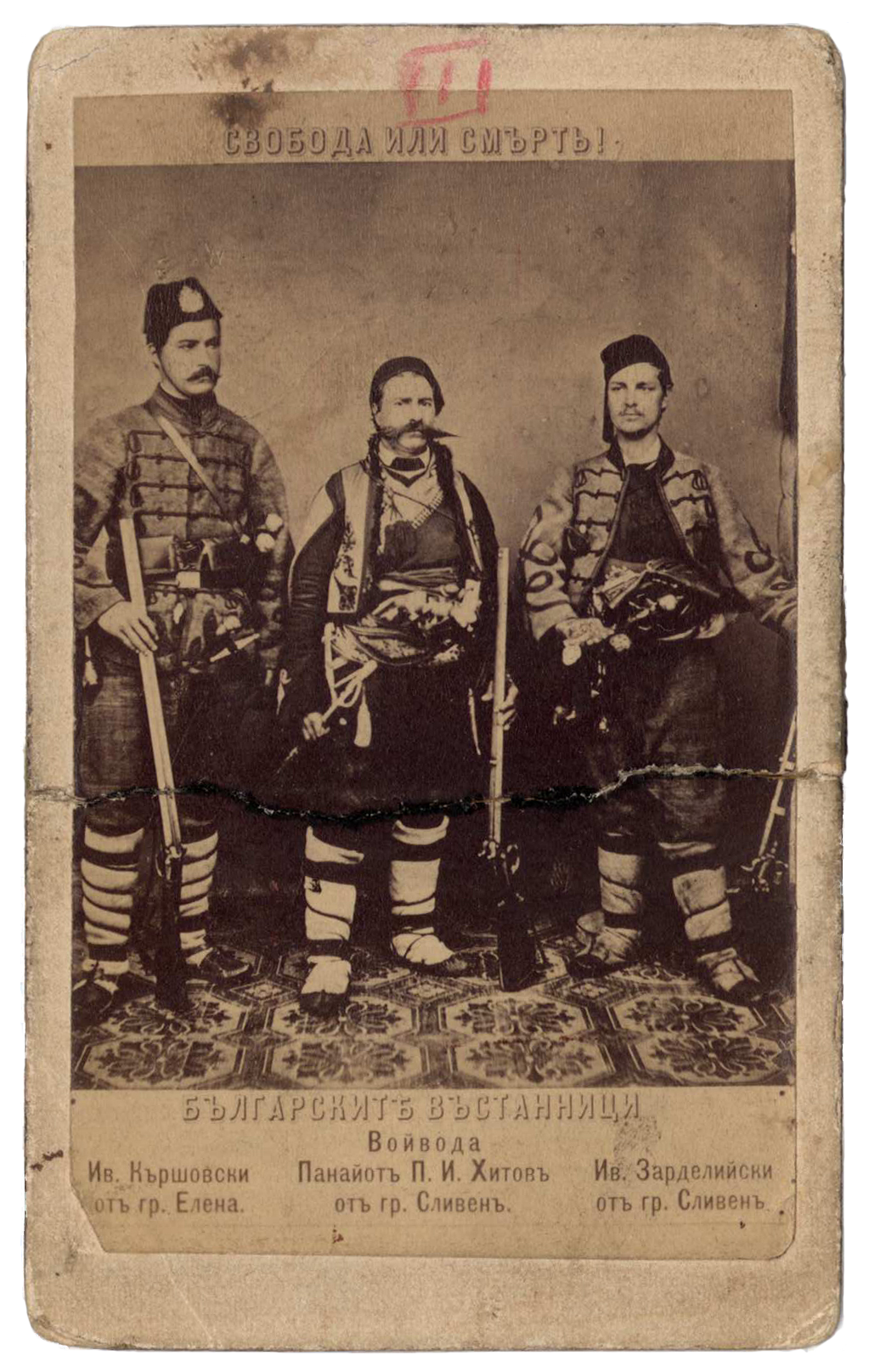
Karšovskij, Chitov, Zerdelijski, 1868, Bělehrad
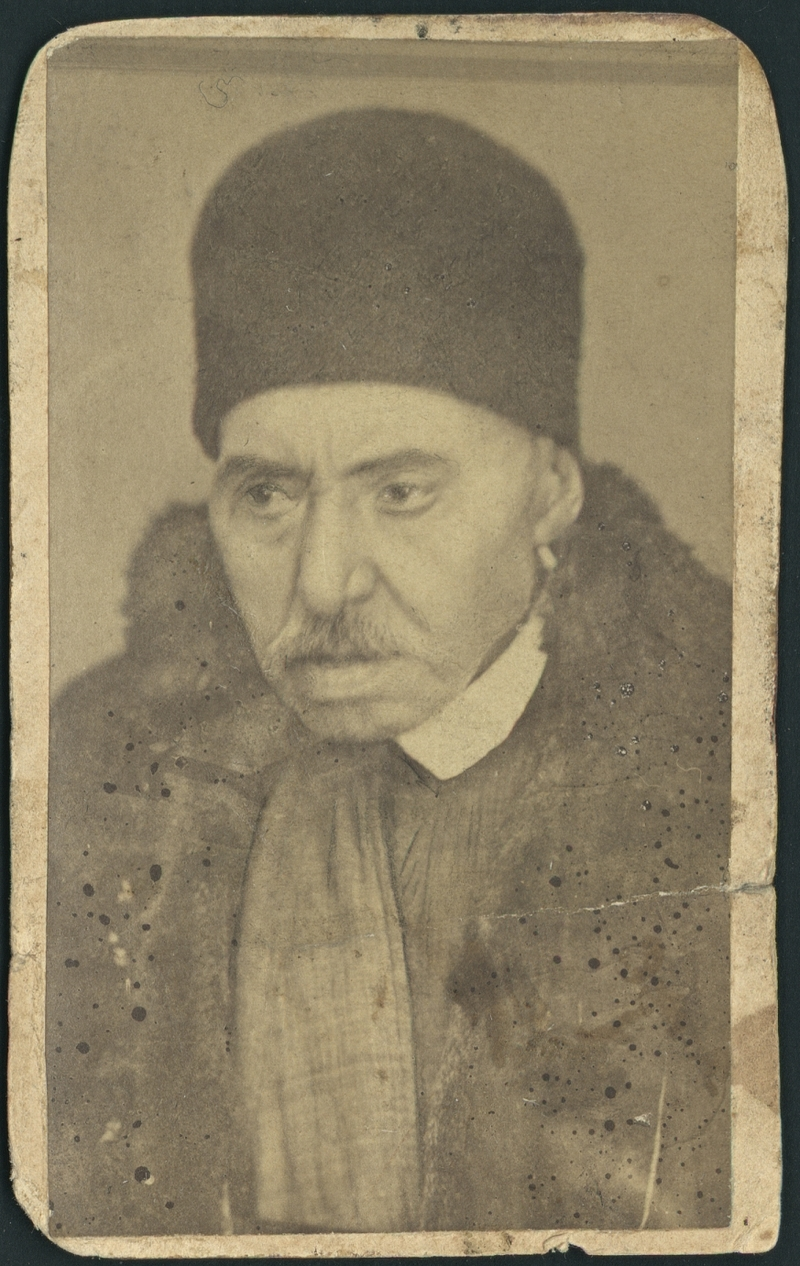
Nikola Karastojanov, otec Anastase
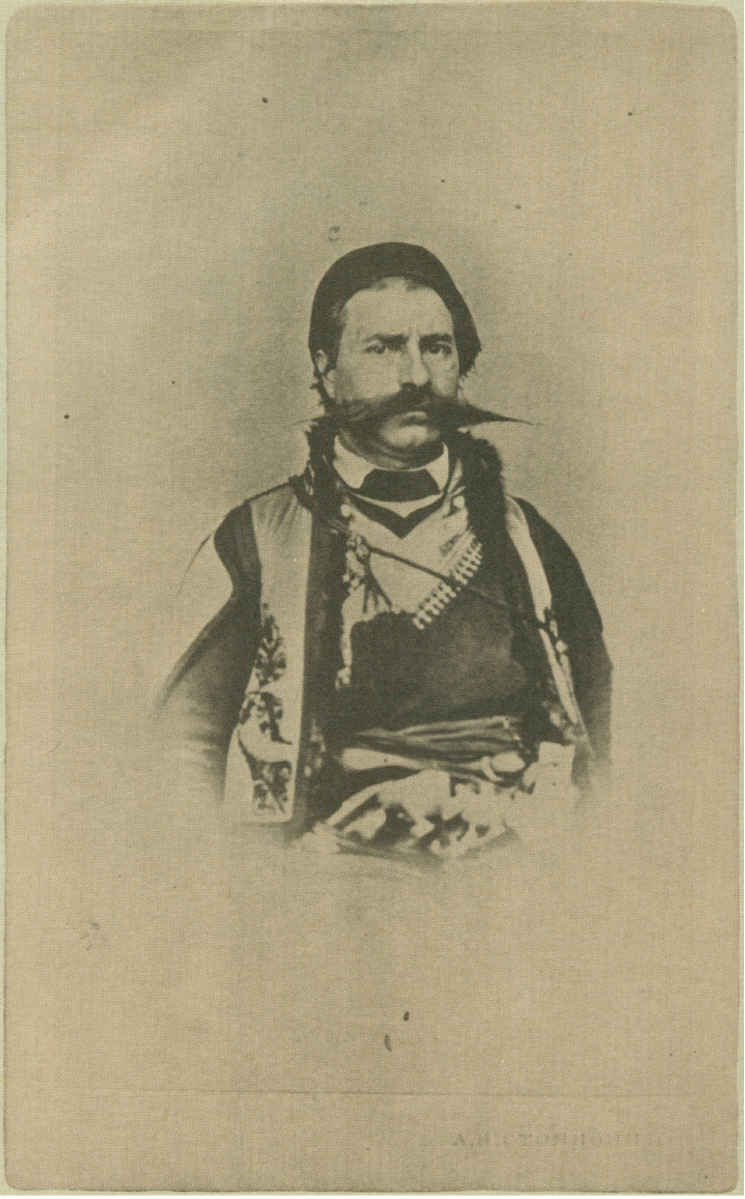
Hajduk Panajot Chitov, Bělehrad, 1867
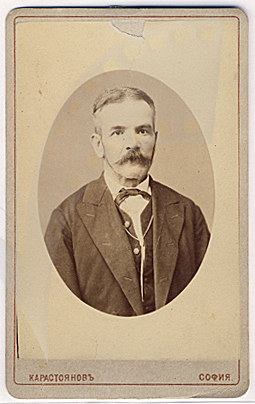
Lékař Vasil Beron